# Alan Harris (Ingenieur)
Sir Alan Harris (* 8. Juli 1916; † 26. Dezember 2000) war ein britischer Bauingenieur und Pionier des Spannbetons in England.

## Leben
Sein Vater war Elektroingenieur bei der britischen Royal Navy. Er begann mit 16 Jahren zu arbeiten und studierte nebenbei in Abendkursen Ingenieurwesen am Northampton Engineering College. Im Zweiten Weltkrieg meldete er sich zur Marine und zu den Royal Engineers, erhielt eine Ausbildung als Taucher in einer Einheit die Sprengladungen deponierte und war am D-Day in einer Kommandoeinheit, die die Installation eines Mulberry-Hafens mit Hilfe französischer Fischerboote organisierte. Dafür erhielt er das Croix de Guerre. 1946 wurde er beim Militär entlassen, blieb aber später bei den Royal Engineers im Heimatschutz und wurde dort Oberst (Colonel).
Mit seinem Entlassungsgeld bei der Armee ging er nach Paris zu Eugène Freyssinet, dem Stahlbetonpionier. Er wurde von diesem angestellt und 1949 dessen Vertreter in England. Da Stahlknappheit im Nachkriegsengland herrschte bestand wie auch in anderen Ländern ein guter Markt für Spannbeton.
1955 machte er sich mit einem Ingenieurbüro selbständig. Mit James Sutherland und seinem Bruder John gründete er Harris & Sutherland. Sie entwarfen unter anderem Flugzeughangare für die Flughäfen Heathrow und Gatwick. Später dehnten sie ihr Programm auf Infrastrukturprojekte aus und hatten Zweigstellen in Australien, Singapur und Hong Kong.
Er heiratete eine französische Frau und hatte zwei Söhne.
1984 erhielt er die Goldmedaille der Institution of Structural Engineers, deren Präsident er auch war. Er war Vizepräsident der Institution of Civil Engineers und Professor für Massivbau am Imperial College London. 1980 wurde er als Knight Bachelor geadelt.